# Kanton Le Sancy
 Le Sancy  is een kanton van het Franse departement Puy-de-Dôme. Het kanton maakt deel uit van de arrondissementen Issoire (40) en Clermont-Ferrand (3)

 Het telt 19.248 inwoners in 2018.

Het kanton  werd gevormd ingevolge het decreet van 21  februari 2014 met uitwerking op 22 maart 2015 met La Bourboule als hoofdplaats.

## Gemeenten
Het kanton Le Sancy omvatte bij zijn oprichting 44 gemeenten.
Op 1 januari 2019 werden de gemeenten Saint-Diéry en Creste samengevoegd tot de fusiegemeente (commune nouvelle) Saint-Diéry .
Sindsdien omvat het kanton volgende 43 gemeenten : 
- Avèze
- Bagnols
- Besse-et-Saint-Anastaise
- La Bourboule
- Chambon-sur-Lac
- Champeix
- Chastreix
- Chidrac
- Clémensat
- Compains
- Courgoul
- Cros
- Égliseneuve-d'Entraigues
- Espinchal
- Grandeyrolles
- Labessette
- Larodde
- Ludesse
- Mont-Dore
- Montaigut-le-Blanc
- Murat-le-Quaire
- Murol
- Picherande
- Saint-Cirgues-sur-Couze
- Saint-Diéry
- Saint-Donat
- Saint-Floret
- Saint-Genès-Champespe
- Saint-Nectaire
- Saint-Pierre-Colamine
- Saint-Sauves-d'Auvergne
- Saint-Victor-la-Rivière
- Saint-Vincent
- Saurier
- Singles
- Solignat
- Tauves
- La Tour-d'Auvergne
- Tourzel-Ronzières
- Trémouille-Saint-Loup
- Valbeleix
- Verrières
- Vodable